# Кефели, Авраам
Авраа́м Кефели́ (ивр. אברהם כפלי‎; укр. Олексій Васильович Кефелі, род. 15 января 1972, Симферополь) — украинский и израильский музыкант, пианист, композитор, газзан и исследователь караимской религиозной литературы и фольклора.

## Биография
Родился 15 января 1972 года в Симферополе. Мать — Анна Иосифовна Кефели (умерла в 2016 году), караимка.
С 1988 по 1990 год учился в Минском музыкальном училище им. Глинки по классу фортепиано. В 1992 году окончил Ростовское училище искусств, а в 1997 году — Ростовскую государственную консерваторию имени С. В. Рахманинова по классам композиции у профессора В. Ф. Красноскулова и эстрадно-джазового фортепиано у профессора К. А. Назаретова. Продолжил обучение в аспирантуре по классу композиции у профессора В. Ф. Красноскулова в 1997—2003 годах.  В 1997—1999 годах преподавал композицию в Киевском высшем музыкальном училище имени Глиэра. Изучал композицию у Андре Хайду в докторантуре университета Бар-Илан в Рамат-Гане в 1999—2001 годах и этномузыкологию у Эдвина Серусси в Еврейском университете в Иерусалиме в 2001—2002 году. Защитил докторскую диссертацию в Еврейском университете на тему «Сравнительный анализ литургических мотивов крымских и египетских караимов». В 2006 году изучал звукорежиссуру в школе саунда Йоава Геры в Тель-Авиве.
Караимскому и древнееврейскому языкам обучался самостоятельно по учебникам И. И. Казаса, О. Я. Прик и Г. С. Ялпачика. Проходил стажировку по вопросам караимского богослужения у вильнюсского газзана М. И. Фирковича. 27 апреля 1999 года вместе с семьёй иммигрировал в Израиль, где взял имя Авраам. В 1999—2000 году преподавал композицию, орган и фортепиано в Институте развития искусств «Титора» в Модиине, работал руководителем и дирижёром джазового оркестра (Биг-Бэнда) Реховотского Консерваториона (2007—2012). Ныне работает начальником отдела компьютерной обработки музыки и преподавателем в Ашдодской консерватории (с 2007 года).  Член Ассоциации композиторов Израиля с 1999 года.
С 2000 года занимает должности газзана, шохета и заместителя (исполняющего обязанности) рава караимской общины Ашдода. Учился шехите у рава Хаима бен Ицхака Леви. Член и секретарь «Совета мудрецов» (ивр. מועצת החכמים‎) караимов Израиля с 2009 по 2019 год.
Женат, имеет троих детей.

## Общественная деятельность
В 1990-х годах принимал активное участие в деятельности караимских обществ бывшего СССР. Выступал с фортепианными концертами в Москве, городах Крыма (Евпатория, Симферополь, Феодосия) и Литвы (Вильнюс, Тракай).
В 2004 году стал одним из учредителей Ростовской региональной общественной организации национально-культурного караимского общества «Догъунма».

## Исследования
Одно из направлений исследовательской деятельности — сбор, классификация и аранжировка национального музыкального наследия караимов. По итогам полевой экспедиционной работы в Крыму А. Кефели был составлен сборник музыкального фольклора крымских караимов, включающий около 430 страниц, в том числе: 199 единиц нотированных песен, тексты на караимском языке и их переводы на русский, изданный в 2018 году в Симферополе.
В конце 90-х - начале 2000-х исследования А.Кефели на русском, украинском и караимском активно издавались в странах СНГ. А.Кефели является одним из авторов каталога "Караимское кладбище возле Галича", издал книгу "Сказки крымских караимов".
С 2008 года А.Кефели исследует и издаёт книги караимских религиозных авторов на древне-еврейском: "Пиннат Йыкрат" р.Исаака бен Шеломо Эльдура (Ашдод 2009), "Петах Тиква" р.Мордехая Султанского (Ашдод 2011), "Торат га-Адам" и "Кившоно шель Олам" (Ашдод 2014) И.И.Казаса, двухтомное критическое издание "Масса уМрива" р.Авраама Фирковича (Ашдод 2019-2020) и др.
В 2002 году Кефели подготовил брошюру «Караимы. Разъяснительная брошюра по истории караимов Крыма и основам караимской религии», на страницах которой призывал вернуться к истинной концепции восприятия собственной истории, указывая на неразрывную связь караимов с Израилем и еврейским народом: 

Вернитесь к своим корням, к нашей религии! Не ищите караимизм в теориях о тюркском происхождении караимов, являющихся тактикой выживания при фашизме! И даже в годы оккупации фашистами Крыма в Евпатории проводились службы на древне-еврейском языке! И никто, даже в это страшное время не думал закрывать исторические мемориальные надписи на том же языке во дворе евпаторийских кенасс! <...> Мы понимаем, что годы советской власти в России стёрли в сознании русских караимов всё то, что накапливала веками наша традиция. Тем не менее из глубокого почтения к вашим предкам, вложившим неоценимый вклад как в караимизм, так и в общеизраильскую философию, филологию, историю и культуру вообще — мы хотим помочь вам, помочь вернуться к своим корням.— Авраам Кефели.

### Критика
Редакторская коллегия музыкального Интернет-журнала "Израиль XXI" пишет :
Очень интересна статья Авраама Кефели о современном композиторском подходе к музыкальному фольклору. Автор - раввин, композитор и фольклорист, сейчас он заведует студией электронной музыки. В статье отразились все его разносторонние дарования. На примере родного ему караимского фольклора, а также песен на религиозные тексты и молитв, автор рассказывает о фольклоре всё - начиная с духовных истоков фольклора (в статье анализируются священные книги и легенды караимов) до разнообразных методов, используемых ныне композиторами фольклорного направления, описанием наиболее пригодных для этих целей компьютерных программ и даже советов педагогам композиции.
По мнению историка Татьяны Щёголевой, Авраам Кефели «возвращается к караимизму фирковичского образца, полагая истинным открытия этого учёного и напечатав на обложке своей брошюры эстампаж с могилы Буки бен Ицхака Когена, датированным Фирковичем 6 г. н. э.»
Доктор искусствоведения, профессор Марина Дубровская замечает:
Произошло важное событие: около двух лет назад в РФ наконец вышел из печати долгожданный первый в истории собирательства музыкального фольклора крымских караимов фундаментальный сборник «Сиври Синэк Саз» (г. Симферополь). В нем автором, Авраамом Кефели, в настоящее время безусловно являющимся крупнейшим собирателем-фольклористом национального музыкального наследия, использованы, кроме личных полевых записей и транскрипций, осуществлявшихся с 1990-х годов, также уникальные подлинные музыкальные материалы, собранные энтузиастами сохранения караимской культуры на территориях РСФСР и УССР в 1930-х – 1970-х годах. Собирание данных коллекций и огромный личный вклад автора – фольклориста-музыковеда и ученого-караиста – сделали сборник А. Кефели беспрецедентным явлением как по охвату жанровой системы, так и в плане репрезентативности представленных в нем произведений народного музыкального творчества крымских караимов
 Архивная копия от 9 июля 2021 на Wayback Machine. 
Творческий энтузиазм и любовь А. Кефели к искусству родного края постоянно возвращают его на крымскую землю, где он находится в контакте с национальными культурными обществами караимов, а высокая профессиональная подготовка позволила данному автору не только приоткрыть красоты самобытного музыкального достояния крымско-караимской культуры, но и обогатить ими собственное композиторское творчество и педагогическую деятельность.

## Музыкальные произведения

#### Оркестровые
- Chufut-Kale – Jewish Fortress (symphonic poem) Архивная копия от 15 июля 2020 на Wayback Machine, large orchestra, 1994;
- Concerto Архивная копия от 5 сентября 2020 на Wayback Machine, piano, large orchestra, 1997;
- Dreams of the Gypsy Baron Архивная копия от 5 сентября 2020 на Wayback Machine, piano, string orchestra, 2000;
- Tahanun – Plea (symphony) Архивная копия от 4 сентября 2020 на Wayback Machine, large orchestra, 1997-2002
- LIGHTNESS Архивная копия от 4 сентября 2020 на Wayback Machine for piano solo & Orchestra, Ashdod 2004
- Hab-Beraha Архивная копия от 4 августа 2020 на Wayback Machine (The Blessing), symphony  for Wind Band, Ashdod 2008

#### Опера
Царь Хазарии (2005-2018) Архивная копия от 4 августа 2020 на Wayback Machine

#### Камерная музыка:Архивная копияот 11 августа 2020 наWayback Machine
- Suite for clarinet solo & piano Архивная копия от 9 июля 2021 на Wayback Machine, clarinet, piano, 1992;
- Sonata for Cello Архивная копия от 11 августа 2020 на Wayback Machine, cello, piano, 1992;
- Variations for String Quartet on the Karaitic Folksong 'Allef Binha' – Teach Your Son Архивная копия от 11 августа 2020 на Wayback Machine, 1993;
- Genesis Архивная копия от 12 августа 2020 на Wayback Machine, tenor saxophone, trombone, piano, percussion, 1994;
- CeLiHa Quintet (1997) for flute, violin, cello & percussions Архивная копия от 4 августа 2020 на Wayback Machine, 1996;
- Music for Three, guitar, violin, bayan, 1997;
- Three Movements, double bass, piano, 2000;
- Baroccian Girl or the Beetles in Barocco style Архивная копия от 2 сентября 2020 на Wayback Machine, for chamber orchestra, 2001
- Sonata Архивная копия от 3 октября 2020 на Wayback Machine, violin, 2001;
- Carmecordino (2004), for flute, violin, cello & percussions Архивная копия от 2 сентября 2020 на Wayback Machine, Ашдод 2004
- Zur Mish-Shelo Архивная копия от 11 августа 2020 на Wayback Machine, for Guitar, Ашдод 2007
- "Кайтар-Мантар" Архивная копия от 4 сентября 2020 на Wayback Machine, пьеса для альт-саксофона и ф-но, Ашдод 2012
- Sar`ape Marom Архивная копия от 4 августа 2020 на Wayback Machine, для трубы и ф-но, Ашдод 2014
- QISIR ECHKI (Ezza Aqara) Архивная копия от 15 июля 2020 на Wayback Machine, для скрипки и ф-но, Ашдод 2016
- Pesah Suita Архивная копия от 4 сентября 2020 на Wayback Machine, String Orchestra, Ашдод 2017

#### Big Band
- FLOAT ON AIR Архивная копия от 12 августа 2020 на Wayback Machine - piece for Big-Band, 1992, 2011
- Salut to Eyal Golan Архивная копия от 3 октября 2020 на Wayback Machine, piece for Big-Band, 2011

#### Хоровая
- The Cloud (text by the composer), mixed chorus, 1995
- "Карайларгъа" Архивная копия от 11 августа 2020 на Wayback Machine (к Караимам!) - караимский гимн на стихи Михаила Тынфовича (на караимском), клавир и партитура для БСО и хора

#### Вокальная:Архивная копияот 1 сентября 2020 наWayback Machine
- "Сагъыш" Архивная копия от 4 августа 2020 на Wayback Machine (с караимского "Мысль") для тенора и фортепиано, на стихи Михаила Тынфовича
- The Girl with a Face like the Moon (text by Nizami Ganjavi [translated by the composer; also Russian translation by Pavel Antokolsky, V. Uspensky, I. Bruny]), tenor, piano, 1995 (also version for tenor, small orchestra, 1995)

#### Фортепианная
- Фантазия на две караимские темы Архивная копия от 4 августа 2020 на Wayback Machine, 1989
- Кефели Хайтармасы Архивная копия от 11 августа 2020 на Wayback Machine, 1990
- Pieces for Piano, 1990;
- Preludes for Piano, 1993;
- Concerto Архивная копия от 5 сентября 2020 на Wayback Machine, piano, large orchestra, 1997;
- Sonata Архивная копия от 29 июля 2020 на Wayback Machine, 2001
- LIGHTNESS Архивная копия от 4 сентября 2020 на Wayback Machine for piano solo & Orchestra, Ashdod 2004
- Spider, for piano, 2020

## Дискография
- «Abraham Kefeli. Composer & Pianist»
- CD Albom (2CDs): Abraham Kefeli. Musical compositions. (130 min)
- Zur Mish-Shelo. Chamber music by Abraham Kefeli
- QARAYLARGA — CRIMEAN KARAIM`S SONGS
- «The Seeking and Demanding» — The Traditional Religious Songs of Europian Karaims